# Проспект Жуковського (Харків)
Проспект Жуковського — проспект у Харкові, у Київському районі. Перетинає все Селище Литвинівка з півдня на північ. Проспект заснований в 1950-ті роки. 15 квітня 1958 року отримав свою сучасну назву — на честь російського вченого-аеродинаміка Миколи Єгоровича Жуковського (1847—1921).

## Розташування
Проспект Жуковського починається від вулиці Академіка Проскури і прямує на північ. На захід від проспекту забудова багатоповерхова, на схід — приватний сектор. Від проспекту в бік приватного сектору відходять 2-й Данилівський провулок, Дружна вулиця, Фестивальна вулиця, а Фізкультурний провулок перетинає проспект. Проспект закінчується на узліссі Лісопарку, роблячи петлю навколо кількох багатоповерхівок.

## Назва
Проспект названий на честь Миколи Єгоровича Жуковського (1847—1921) — російського вченого, спеціаліста з аеродинаміки. На честь нього ж назване Селище Жуковського — місцевість, що оточує проспект. Можливо, назва пов'язана з тим, що поруч розташований Національний аерокосмічний університет імені М. Є. Жуковського «Харківський авіаційний інститут» (який на момент найменування проспекту й району ще носив ім'я Жуковського).